# David Bolotin
David Bolotin (* 1944) ist ein US-amerikanischer Klassischer Philologe und Philosophiehistoriker.
Bolotin erwarb 1966 einen B.A. in Classics an der Cornell University. 1974 wurde er an der New York University zum Ph.D. promoviert, nachdem er bereits von 1971 bis 1973 Lecturer in Classics an der Yale University gewesen war. 1974 wechselte er als Tutor an das St. John’s College in Annapolis, Maryland, 1982 als Tutor an das St. John’s College in Santa Fe, New Mexico. 2012 wurde er dort emeritiert. Im akademischen Jahr 2006/2007 hatte er eine Carl Friedrich von Siemens Fellowship inne.
Bolotin arbeitet zur antiken griechischen Philosophie, vor allem zu Platon (besonders Lysis) und Aristoteles (besonders De anima, Physik und Parva naturalia).

## Schriften (Auswahl)
- Aristotle. Parva Naturalia (with On the Motion of Animals). Translated by David Bolotin. Mercer University Press, Macon, Ga. 2021.
- Aristotle. De Anima (On Soul). Translated by David Bolotin. Mercer University Press, Macon, Ga. 2018.
- An Approach to Aristotle’s Physics: With Particular Attention to the Role of His Manner of Writing. State University of New York Press, 1998. – Rezensionen von Paul T. Keyser, Isis 89 (4), 1998, S. 716–717; Jean de Groot, Review of Metaphysics 53 (1), 1999, S. 146–147; Wendy Elgersma Helleman, Philosophy in Review 18 (5), 1998, S. 317–319; Helen S. Lang, Ancient Philosophy 18 (2), 1998, S. 496–498 (eine Erwiderung dazu von David Bolotin, Ancient Philosophy 19 (2), 1999, S. 461–462); Susan Shell, Interpretation 26 (3), 1999, S. 391–392; Reviel Netz, The Classical Review 49 (1), 1999, S. 117–120.
- Plato’s Dialogue on Friendship: An Interpretation of the Lysis, with a New Translation. Cornell University Press, 1979.